# Коваля (Піньчовський повіт)
Коваля (пол. Kowala) — село в Польщі, у гміні Пінчів Піньчовського повіту Свентокшиського воєводства.
Населення — 202 особи (2011).
У 1975-1998 роках село належало до Келецького воєводства.

## Демографія
Демографічна структура на день 31 березня 2011 року:
|          | Загалом | Допрацездатний вік | Працездатний вік | Постпрацездатний вік |
| -------- | ------- | ------------------ | ---------------- | -------------------- |
| Чоловіки | 93      | 24                 | 63               | 6                    |
| Жінки    | 109     | 21                 | 61               | 27                   |
| Разом    | 202     | 45                 | 124              | 33                   |